# The Key (1958)
The Key is een Britse dramafilm uit 1958 onder regie van Carol Reed, naar de roman "Stella" van Jan de Hartog. Destijds werd de film in Nederland uitgebracht onder de titel Stella's sleutel.

## Verhaal
Stella kan de dood van zeelieden voorspellen. Ze geeft zichzelf aan hen, voordat ze zich op hun laatste reis begeven. Een Hollandse kapitein ontsnapt aan zijn noodlot en keert terug naar Stella. Zij ontvangt hem met gemengde gevoelens.

## Rolverdeling
| Acteur          | Personage            |
| --------------- | -------------------- |
| William Holden  | Kapitein David Ross  |
| Sophia Loren    | Stella               |
| Trevor Howard   | Kapitein Chris Ford  |
| Oskar Homolka   | Kapitein Van Dam     |
| Kieron Moore    | Kane                 |
| Bernard Lee     | Commandant Wadlow    |
| Beatrix Lehmann | Huishoudster         |
| Noel Purcell    | Hotelportier         |
| Bryan Forbes    | Weaver               |
| Sidney Vivian   | Grogan               |
| Rupert Davies   | Baker                |
| Russell Waters  | Sparks               |
| Irene Handl     | Klerk                |
| John Crawford   | Amerikaanse kapitein |
| Jameson Clark   | Engelse kapitein     |